# سایلس (آلاباما)
سایلس (به انگلیسی: Silas) شهری در شهرستان چوکتا ایالت آلاباما است که مساحت آن ۱۳٫۴۹ کیلومتر مربع است و در سرشماری سال ۲۰۱۰ میلادی، ۴۵۲ نفر جمعیت داشته و تراکم جمعیتی آن، ۳۳٫۵۱ نفر در هر کیلومتر مربع بوده است.